# Clarjécia

Tao-Clarjécia no século X

Clarjécia, ou Clarjeti (em georgiano: კლარჯეთი; romaniz.: Klarjeti) era uma província da Geórgia antiga e medieval e que atualmente é parte da província de Artvin, no nordeste da Turquia. Clarjécia, a vizinha Tao e diversos outros distritos menores eram partes constituintes de uma região mais ampla que compartilha de uma mesma história e cultura conhecida como Tao-Clarjécia.

## Primeiros anos
Clarjécia, cortada pelo rio Çoruh (Chorokhi), se estendia da cordilheira Arsiani no oeste, na direção do Mar Negro, e estava centrada na importante cidade comercial fortificada de Artanuji (moderna Ardanuç). Fazia fronteira com Xavexécia e o vale Nigali para o norte e Tao para o sul. A região corresponde, grosso modo, à região de Colarzena (em grego: Χολαρζηνή, Καταρζηνή) das fontes clássicas e, provavelmente, à Catarza ou Cuturza dos primeiros registros de Urartu,
Uma das províncias mais a sudoeste do Reino de Cártlia, Clarjécia era conhecida pelos autores greco-romanos como "Ibéria", um estado que já existia no mapa político do Cáucaso no século III a.C. e era governado — segundo as crônicas georgianas medievais — pela dinastia farnabázida. Do século II a.C. até o III d.C., Clarjécia foi, juntamente com alguns territórios vizinhos, disputada pelo Reino da Ibéria e o Reino da Armênia (que chamava a região de Kļarjk), trocando de mãos muitas vezes. Na divisão da Ibéria na década de 370 entre o Império Romano do Oriente e o Império Sassânida, Clarjécia passou para o primeiro, mas não se sabe se num status de província ou de vassalo. O casamento do rei cosroida Vactangue I (r. 447–522) com a princesa Helena parece ter dado condições aos ibéricos de reconquistarem a província por volta de 485. Daí em diante, Clarjécia permaneceu um domínio dos filhos mais jovens de Vactangue e seus descendentes de ascendência romana deram origem à dinastia guarâmida, que permaneceu em Clarjécia e Javaquécia até 786, quando as possessões guarâmidas foram tomadas pelos seus primos em renovada ascensão, a família Bagrationi.

## Domínio bagrátida
A dinastia Bagrationi governou a região durante um período de prosperidade econômica e cultural. Os impostos coletados em Artanuji foram preponderantes para o fortalecimento do poder dos Bagrationi. Depois de ter sido praticamente desertada durante uma invasão árabe, Clarjécia foi reassentada e se transformou num poderoso centro da cultura cristã, principalmente por conta de um extensivo movimento monástico iniciado pelo monge georgiano Gregório de Khandzta (759–861).
Por volta de 870, Clarjécia tornou-se um feudo hereditário de um do três principais ramos da dinastia Bagrationi. Esta linhagem — conhecida nas fontes georgianas como "soberanos de Clarjécia" (კლარჯნი ხელმწიფენი) — foi finalmente despoliada pelo primo, Pancrácio III, o primeiro rei da Geórgia unificada em 1008. Clarjécia jamais se recuperou completamente de uma série de ataques seljúcidas no século XI e a crise se aprofundou ainda mais depois das invasões mongóis e timúridas nos séculos XIII e XIV. Depois da desintegração do Reino da Geórgia no século XV, Clarjécia passou para o controle dos príncipes de Misqueta, que perderam a região para o Império Otomano em 1551.